# Olhai os Lírios do Campo (romance)
Olhai os Lírios do Campo é um romance de Érico Veríssimo, escrito em 1938. O título da obra foi baseado num trecho do Sermão da Montanha, também conhecido por olhai os lírios do campo.

## Enredo
O livro narra a história de Eugênio Fontes, que, com muito sacrifício, se forma em Medicina. Na faculdade, Eugênio se apaixona por Olívia, mas se casa por interesse com Eunice, uma mulher rica, filha de Vicente Cintra. Com essa história ao fundo, o autor compõe um painel de tipos humanos sempre às voltas com o conflito segurança versus felicidade.
A primeira parte do romance começa com Eugênio viajando de sua propriedade rural em Santa Margarida, rumo à cidade que dista três horas de automóvel. O chamado veio de um hospital onde outra médica, Olívia, está morrendo. Enquanto aguarda a chegada à cidade, Eugênio, em sucessivos flashbacks, retoma seu passado. Evoca a infância infeliz, dada à pobreza do pai alfaiate, e o desejo que o acometera de tornar-se um homem rico e livrar a família de todas as vergonhas geradas pela miséria. Graças ao sacrifício dos pais, pudera estudar em ótimos colégios, inclusive em um internato de alto nível chamado Columbia College. Seus pais, com o intuito de pagar o internato para o filho, trabalhavam no colégio, mas Eugênio tinha vergonha deles. Nesse meio tempo, um amigo da família, Florismal, anuncia o início da Primeira Guerra Mundial.
Em sua adolescência teve o seu primeiro amor que foi Margaret, filha do diretor rev. Parker. Ainda no colégio, Eugênio passa uma noite de tempestade aflito e presencia a morte de um professor, Mr. Tearle. Eugênio termina os estudos e inicia o curso de Medicina, sempre odiando a humildade da família e aspirando a uma posição de riqueza. Tinha um amigo da faculdade chamado Alcibíades, de quem tinha uma certa inveja devido aos seus automóveis, cavalos de corrida e quarenta gravatas.
Um ano antes de sua formatura, o pai morrera. E, na noite em que se formava, conheceu Olívia, colega de turma, tão pobre como ele. Eugênio e Olívia começam a trabalhar juntos no Hospital do Sagrado Coração. Nessa época inicia-se a Revolução de 30. Em uma dessas noites, Eugênio faz sua primeira operação e perde o paciente.
O relacionamento amoroso entre Eugênio e Olívia torna-se inevitável. Mas, em nenhum momento, Eugênio assumira qualquer compromisso com ela. Esta, no entanto, ao receber um convite para clinicar por alguns meses em uma pequena cidade do interior do Rio Grande do Sul, resolvera partir. Eugênio permanece em Porto Alegre e conhece Eunice, filha de um grande empresário, com quem noiva. Escreve uma carta a Olívia para comunicar-lhe o fato. A jovem médica vem a capital e aceita resignadamente o casamento do seu amado. Mais tarde, quando ela retorna definitivamente para Porto Alegre, revela a Eugênio que ele é pai de sua filha, Anamaria.
O casamento de Eugênio com Eunice logo entrara em corrosão. O rapaz pensava em assumir Olívia e a filha, mas o fantasma da pobreza mais uma vez o afastaria da mulher que amava. Quando chega ao hospital, recebe a notícia da morte de Olívia.
Na segunda parte, Eugênio rompe o casamento com Eunice, sendo encorajado por causa da filha, e passa a ser um médico de pobres, iniciando uma amizade maior com Dr. Seixas. Encontra, então, a harmonia interior.
Sua visão de mundo resume-se à solidariedade e à tentativa de criação de um mundo melhor. Muda-se para a casa dos Falk, onde Olívia morava. Publica, em um jornal, uma nota à procura do irmão, Ernesto.
Certa vez, atendendo em seu consultório, entraram Simão e Dora. Eugênio surpreendeu-se ao saber que Dora estava grávida de três meses. Desesperado, Simão pede a Eugênio que faça um aborto, mas ele nega. Os dois saem dali e somem pelo resto do dia. No fim da noite, o Dr. Seixas informa à Eugênio que uma enfermeira realizou o aborto e Dora tivera uma hemorragia, vindo a falecer.
Passaram-se alguns anos e Eugênio encontrou seu amigo Florismal, que estava em um abrigo, muito mal, gostava de fazer as perguntas sobre quem foi Florismal, então Eugênio respondia: -Foi um dos Doze Pares da França, depois de a consulta feita Eugênio recebeu a noticia que Florismal falecera.
O livro termina com Eugênio e sua filha Ana Maria em uma linda tarde ensolarada em uma praça.